# Stefan Persigehl
Stefan Persigehl (* 31. Januar 1962 in Trieb) ist ein ehemaliger deutscher Fußballspieler.

## Sportlicher Werdegang
Stefan Persigehl stammt aus dem Nachwuchsbereich der BSG Fortschritt Treuen. 1980 wechselte er aus dem Vogtland zum FC Karl-Marx-Stadt, für den er ab 1981 in der DDR-Oberliga aktiv war. Mit den Himmelblauen erreichte er 1983 und 1989 zweimal das FDGB-Pokalfinale, welches jeweils gegen den 1. FC Magdeburg (0:4) und den BFC Dynamo (0:1) verloren ging.
1990 wechselte der Stürmer zu Wismut Aue, musste aber mit den Erzgebirgern in die DDR-Liga absteigen. In der anschließenden Zweitligasaison erzielte Persigehl in 29 Spielen 22 Tore, Folge war ein Wechsel zum Bundesligisten Hansa Rostock. Auch mit dem FC Hansa stieg Persigehl wieder ab, blieb den Hanseaten jedoch drei Spielzeiten in der 2. Fußball-Bundesliga erhalten.
In der Folgezeit absolvierte Persigehl nur noch Spiele im Amateurbereich, nach Stationen beim VfB Auerbach und dem 1. FC Greiz ließ er seine Laufbahn  beim SV Fronberg Schreiersgrün ausklingen. In der Saison 2006/07 löste Persigehl bereits am zweiten Spieltag Tino Vogel als Cheftrainer beim VFC Plauen ab, erklärte aber nach Differenzen mit der Vereinsführung im März 2007 wieder seinen Rücktritt.
Nach einem erneuten Jahr in Schreiersgrün war Persigehl als Spielertrainer beim VfB Schöneck tätig, wo er nach zwei Aufstiegen in vier Jahren im Sommer 2012 beim Reichenbacher FC anheuerte, der gerade von der Bezirksliga in die Vogtlandliga abgestiegen war. Persigehl gelang es, die Mannschaft zum direkten Wiederaufstieg und im Jahr darauf auf den dritten Platz der Bezirksliga zu führen. 2015 schaffte er den Aufstieg in die Landesliga.
Persigehl war ab 1983 als Informant des Ministeriums für Staatssicherheit aktiv.

## Statistik
- DDR-Oberliga: 176 Spiele
- DDR-Liga: 29 Spiele (22 Tore)
- Bundesliga: 34 Spiele (3 Tore)
- 2. Bundesliga: 72 Spiele (7 Tore)

## Vereine
- Fortschritt Treuen (bis 1980)
- FC Karl-Marx-Stadt (1980–1989)
- Wismut Aue (1990–1991)
- Hansa Rostock (1991–1995)
- VfB Auerbach
- FC Greiz
- SV Fronberg Schreiersgrün
- VfB Schöneck
- Reichenbacher FC